# 日韓学生会議
日韓学生会議（にっかんがくせいかいぎ）は、日本の学生団体の一つ。略称をJKSC（Japan-Korea Student Conference）とする。

## 歴史
1985年10月11日、日韓両国の学生有志3人によって設立された。翌年に日本で大会を開催して以来、姉妹団体である韓日学生会議とともに、日本と韓国で毎年相互に夏季交流大会を開催してきた。

### 過去の大会
|        | 開催年                                             | 開催都市                                           | 大会テーマ                                                              | 参考                 |
| 1985年 | 国際問題討論会「The Forum」で入賞した3人により発議 | 国際問題討論会「The Forum」で入賞した3人により発議 | 国際問題討論会「The Forum」で入賞した3人により発議                      | [ 1 ]                |
| 1986年 | 第1回                                              | 東京大会                                           | 「真の友好関係のための私たち青年の役割」                                | [ 2 ]                |
| 1987年 | 第2回                                              | ソウル大会                                         | 「日韓青年の厚い友情 偏見を超えて理解へ」                               | [ 3 ]                |
| 1988年 | 第3回                                              | 東京大会                                           | 「成熟した社会へ 国際社会の中の日韓両国」                               | [ 4 ]                |
| 1989年 | 第4回                                              | ソウル大会                                         | 「過去の正しい認識に基づいた未来」                                      | [ 5 ]                |
| 1990年 | 第5回                                              | 東京大会                                           | 「新たなる躍進、実りある日韓交流へ」                                    | [ 6 ]                |
| 1991年 | 第6回                                              | ソウル大会                                         | 「日韓間の未来志向 -21世紀に向かう発展的な両国関係のために-」           |                      |
| 1992年 | 第7回                                              | 東京大会                                           | 「自己を持って日韓を語ろう」                                            | [ 7 ] [ 8 ]          |
| 1993年 | 第8回                                              | ソウル大会                                         | 「変化する地球村、新しい日韓関係 -あなたと私を越えて我々になろう-」     |                      |
| 1994年 | 第9回                                              | 東京大会                                           | 「ひとつの未来、それぞれの一歩『日韓』のパラダイムを越えて」            |                      |
| 1995年 | 第10回                                             | ソウル大会                                         | 「21世紀に向けた日韓の若者たちの跳躍」                                  |                      |
| 1996年 | 第11回                                             | 東京大会                                           | 「見つめようまっすぐに 〜過去・現在・そして未来〜」                     |                      |
| 1997年 | 第12回                                             | ソウル大会                                         | 「未来のための日韓「近代」の再考」                                      |                      |
| 1998年 | 第13回                                             | 東京大会                                           | 「明日にかける橋 -素直に語り合おう、よりよい関係のために」              |                      |
| 1999年 | 第14回                                             | ソウル大会                                         |                                                                         |                      |
| 2000年 | 第15回                                             | 東京大会                                           | 「手をつなごう！〜想いを語り合えるこの瞬間〜」                          | [ 9 ]                |
| 2001年 | 第16回                                             | ソウル大会                                         | 「出会い、そして変化」                                                  |                      |
| 2002年 | 第17回                                             | 東京大会                                           | 「飛翔〜笑顔を絆にする夏〜」                                            | [ 10 ]               |
| 2003年 | 第18回                                             | ソウル大会                                         | 「体験、私の中に日韓をこめていく」                                      |                      |
| 2004年 | 第19回                                             | 東京大会                                           | 「今こそ日韓、ここから世界へ」                                          |                      |
| 2005年 | 第20回                                             | ソウル・大田大会                                   | 「We are the Specialist」                                               | [ 11 ]               |
| 2006年 | 第21回                                             | 東京・京都大会                                     | 「하나（ハナ）になって花を咲かそう」                                    | [ 12 ]               |
| 2007年 | 第22回                                             | ソウル大会                                         | 「夢、そして現実へ」                                                    | [ 13 ]               |
| 2008年 | 第23回                                             | 東京大会                                           | 「海を越え 届く想いよ 永遠に」                                          | [ 14 ] [ 15 ] [ 16 ] |
| 2009年 | 第24回                                             | ソウル大会                                         | 「若い希望、世界を夢見よう」                                            |                      |
| 2010年 | 第25回                                             | 東京大会                                           | 「日韓友好関係構築の方策探求と提示〜100年の歴史からこれからの日韓へ〜」 |                      |
| 2011年 | 第26回                                             | ソウル大会                                         | 「世界の中のアジア〜跳躍する日韓関係」                                  |                      |
| 2017年 | 第32回                                             | ソウル大会                                         | 「青春の色で夏を染める」                                                |                      |
| 2018年 | 第33回                                             | 東京大会                                           | 「ひとつになった友情 未来を開く力」                                     |                      |
| 2019年 | 第34回                                             | ソウル大会                                         |                                                                         |                      |
| 2020年 | 第35回                                             | 東京大会(オンラインにて実施)                       | 「未来への共生 〜対話を通じて〜」                                       |                      |
| 2021年 | 第36回                                             | ソウル大会（オンラインにて実施）                   | 「私たち、また会えますよ」                                              |                      |
| 2022年 | 第37回                                             | 東京大会                                           | 「出会いの始まり、私たちの夏」                                          |                      |
| 2023年 | 第38回                                             | ソウル大会                                         | 「共に行う私たち、共に開く未来」                                        |                      |

参加メンバーは、日本側及び韓国側各21名に加え通訳者7名で構成される。毎年秋（11月）、春（4月）に一般公募され、応募条件は四年制大学及び大学院生となっている。
希望者はホームページ等で募集状況を確認した上で、説明会への参加と面接等の選抜試験受験が求められる。尚、選抜の際には韓国語能力は問われない。

## 活動内容

### 夏季交流大会
毎年8月上旬から約2週間にわたって夏季交流大会が開催される。
運営は全て学生が主体となって進められ、文化交流やその他様々な企画を通して、相手の国への理解やメンバー間の相互理解を深める。その中で、大会のメインとなるのは、全30時間以上にわたる討論や報告書の作成を行なう分科会議である。メンバーは「竹島問題」や「従軍慰安婦問題」、「歴史教科書問題」など各々のテーマに分かれて分科会議を構成し、通訳者を介しながら母語で議論を行なう。討論の成果は公開シンポジウムとして発表される。

### 定例会活動
メンバーは9月中旬より翌年の夏季交流大会に向けて定例会を開催する。
定例会は毎週土曜日に主に国立オリンピック記念青少年センターで行なわれ、そこでは大会運営に関わる準備や、韓国・東アジアをテーマとしたプレゼン・ディスカッション、そして韓国語講座などを行っている。
また、外部団体との共催で講演会やワークショップを開催することもある。2008年度は早稲田大学アジア太平洋研究科や岩波書店などとイベントを行った。

## 顧問
- 布袋敏博　早稲田大学国際教養学術院教授
- 伊藤亜人　琉球大学人文学部教授

## 後援・協賛
- 外務省
- 大韓民国外交通商部
- 独立行政法人国際交流基金
- 社団法人日本外交協会
- 国際教育財団
- 財団法人日韓文化交流基金
- 財団法人三菱銀行国際財団
- 財団法人平和中島財団
- 財団法人日商岩井国際交流財団
- 財団法人吉田茂国際基金
- 韓国文化交流基金
- アシアナ研究基金

（2008年度実績）  

## 著名なOB・OG
- 木俣佳丈（第1回）参議院議員
- 吉田康人（第1回）高槻市市議（現在は大阪維新の会により選出され大阪市大正区長）

## 公式ホームページ
- 第27回日韓学生会議 公式ホームページ
- 第27回日韓学生会議 公式ブログ